# Station Nowy Młyn
Station Nowy Młyn is een spoorwegstation in de Poolse plaats Nowy Młyn (powiat Kętrzyn). Er stoppen dagelijks 5 treinen in de beide richtingen (2017-2018),

## Geschiedenis
Van 1907-1945 was er ook een spoorverbinding met Heilsberg, via Rössel. De lijn is toen vernietigd door het Rode Leger, tijdens de veroveringen aan het eind van de Tweede Wereldoorlog.